# علیشاهی (کوخرد)
 علی شاهی ( علیشاهی) نام منطقه‌ای زراعتی از توابع بخش کوخرد شهرستان بستک در غرب استان هرمزگان در جنوب ایران است. 
این منطقه در کنار رودخانه مهران و رو بروی نخلستان باغ زرد ار طرف شمال واقع شده‌است.

## محدوده علی شاهی
از شمال دشت جوکار و دهستان کوخرد، و از جنوب دشت جوکار و رودخانه مهران، و از مغرب نخلستان گاکُش (گاو کُش)، و از سمت مشرق به بست پچی و بند مُلائی و عالی مد بکی منتهی می‌شود.

## نخلستان علی شاهی
در دوران گذشته مزارع نخلستان گستردهٔ علی شاهی ونخلهای سر بفلک کشیده در بندهای خاکی و پر از آب باران جلوه خاصی به این منطقه می‌داده‌است، خرمای «گچخاو» و «لِشت» و «زامِردان» با طعم خاص ومطبوع و همچنین نخلهای دیگر نیز مانند: «پیبا»، «مصلی»، «بگیشی»، خواصوئی و خنیزی، «نارسان» و «شاهانی» و غیره در منطقه در کوخرد مشهور بودند، در فصل تابستان رطب رنگارنگ نخلهای علی شاهی جلوه حاصی به سفره گسترده مردم می‌بخشید، در دشتهای اطراف علی شاهی مردم از زمان‌های بسیار دور جو و گندم می‌کاشتند. در این دشتها آثار چند چاه چرخ گاوی به چشم می‌خورد. متأسفانه در چند سال اخیر بیشتر نخلهای  علی شاهی در اثر بی بارانی و کم بود آب خشک شده‌اند.

## منبع
- محمدیان، کوخردی، محمد ، “ «به یاد کوخرد» “، ج2. چاپ اول، دبی: سال انتشار ۲۰۰۳ میلادی.

## تصاویر
- از: محمد محمدیان.